# داي برادلي
داي برادلي (بالإنجليزية: Dai Bradley)‏ هو ممثل بريطاني، ولد في 27 سبتمبر 1953 في المملكة المتحدة.

## أعمال

### أفلام
- (2013) طائر الطنان

## وصلات خارجية
- داي برادلي على موقع IMDb (الإنجليزية)
- داي برادلي على موقع روتن توميتوز (الإنجليزية)
- داي برادلي على موقع أول موفي (الإنجليزية)
- داي برادلي على موقع قاعدة بيانات الفيلم (الإنجليزية)